# Barometr hydrostatyczny

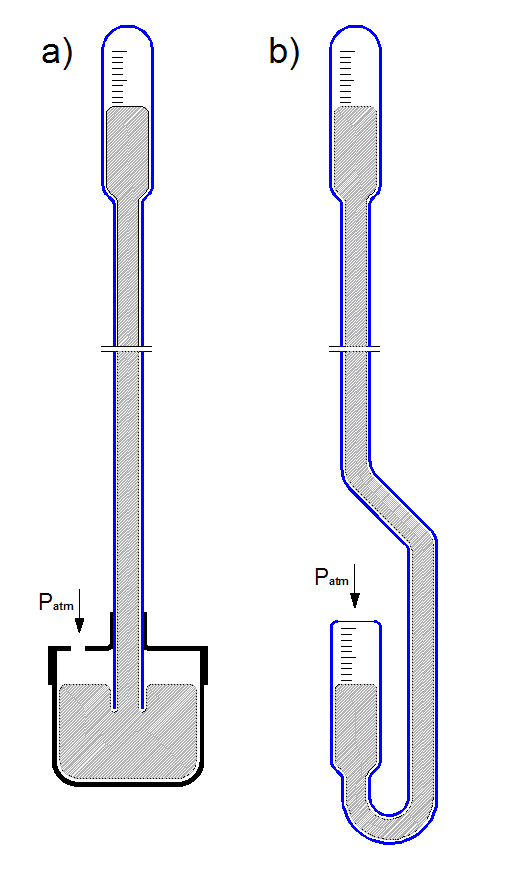
Barometry: a - naczyniowy; b - lewarowy

Barometr hydrostatyczny – przyrząd do pomiaru ciśnienia atmosferycznego przy wykorzystaniu zjawiska próżni Torricellego. Określany jest także mianem barometru rtęciowego. Ma postać zamkniętej z jednej strony szklanej rurki o długości około 900 mm i średnicy około 10 mm wypełnionej cieczą roboczą, którą z racji dużej gęstości jest rtęć. W zamkniętej przestrzeni rurki ponad rtęcią jest obszar uważany za próżnię, w rzeczywistości wypełniony nasyconą parą rtęci. Ciśnienie atmosferyczne działające na rtęć poprzez otwarty koniec rurki powoduje jej przemieszczanie w górę lub w dół - zmianę wysokości słupa rtęci. Przykład: gdy ciśnienie atmosferyczne wzrasta powoduje podnoszenie się poziomu rtęci, co jest odczytywane jako zmiana dodatnia ciśnienia na skali w mm słupa rtęci (mm Hg) lub hektopaskalach (hPa).
Występują barometry hydrostatyczne naczyniowe (a) i lewarowe (b). 
Pierwszy barometr rtęciowy zbudował Evangelista Torricelli.